# Pugwall
Pugwall (Pugwall; nella seconda stagione: Pugwall's Summer) è una serie televisiva australiana in 42 episodi trasmessi per la prima volta nel corso di 2 stagioni dal 1989 al 1991. È una sitcom per ragazzi incentrata sulle vicende di una band formata da un gruppo di ragazzini.

## Trama
Dopo aver ricevuto una chitarra per il suo tredicesimo compleanno, Peter Unwin George Wall, detto Pugwall, e i suoi amici, Bazza, Orfo e Stringbean formano una band, ma hanno bisogno di un cantante. Mentre è in ospedale dopo un incidente in bicicletta, Pugwall incontra una ragazza di nome Jenny, diventano amici e lui le chiede se può unirsi alla band e cantare per il suo gruppo. Lei acconsente e insieme formano gli Orange Organics. Ogni episodio segue Pugwall e il suo gruppo in prove e tribolazioni, sia nella vita familiare, sia nei vari tentativi di ottenere un contratto discografico.

## Personaggi e interpreti
- Peter Unwin George 'Pugwall' Wall (42 episodi, 1989-1991), interpretato da Jason Torrens.
- Yuri 'Orfo' Orfonsinski (42 episodi, 1989-1991), interpretato da Jay McCormack.
- Stringbean (42 episodi, 1989-1991), interpretato da Ricky Fleming.
- Jeremy 'Bazza' Bazlington (42 episodi, 1989-1991), interpretato da Troy Beckwith.
- Frank 'Herohead' Wall (42 episodi, 1989-1991), interpretato da Ken James.
- Margaret 'Supes' Wall (42 episodi, 1989-1991), interpretata da Louise Hall.
- Marion 'Marmaloid' Wall (42 episodi, 1989-1991), interpretata da Emma Snow.
- Jenny Fleet (41 episodi, 1989-1991), interpretato da Rebecca Blomberg.
- Con Tarcopolis (25 episodi, 1989-1991), interpretato da Peter Tzefrios.
- Wazza (22 episodi, 1989-1991), interpretato da Anthony Engelman.
- Hughsey (21 episodi, 1991), interpretato da Gareth Morley.
- Bashem (17 episodi, 1989-1991), interpretato da Roy Edmunds.
- Zio Harry (14 episodi, 1989-1991), interpretato da Maurie Fields.
- Dottor Pongerton (13 episodi, 1989-1991), interpretato da Frank Bren.

## Produzione
La serie, ideata da Margaret D. Clark, fu prodotta da LJ Productions e Nine Network Australia. Le musiche furono composte da Peter Moscos. Il regista è John Gauci (42 episodi, 1989-1991).

## Distribuzione
La serie fu trasmessa in Australia dal 13 giugno 1989 al 9 agosto 1991 sulla rete televisiva Nine Network. In Italia è stata trasmessa nel 1993 su Junior Tv con il titolo Pugwall.

## Episodi
| Stagione         | Episodi | Prima TV Australia | Prima TV Italia |
| ---------------- | ------- | ------------------ | --------------- |
| Prima stagione   | 16      | 1989               | 1993            |
| Seconda stagione | 26      | 1991               |                 |